# Grandisonia brevis
Grandisonia brevis är en groddjursart som först beskrevs av George Albert Boulenger 1911.  Grandisonia brevis ingår i släktet Grandisonia och familjen Caeciliidae. IUCN kategoriserar arten globalt som starkt hotad. Inga underarter finns listade i Catalogue of Life.